# Brass Wiesn
Die Brass Wiesn ist ein jährlich stattfindendes Musikfestival am Echinger Freizeitgelände in Eching im Landkreis Freising mit Schwerpunkt Blechblasmusik, das 2025 zum elften Mal stattfand.
2020 und 2021 fiel es coronabedingt aus.
2022 musste das Festivalgelände am Freitag wegen eines Unwetters geräumt werden. Ein Festivalbesucher wurde im Anschluss vermisst und wurde einige Tage später tot in einem angrenzenden Badesee gefunden.

## Übersicht über die Veranstaltungen
| Datum                     | Besucher                                   |
| ------------------------- | ------------------------------------------ |
| 9.–10. August 2013        | 2500 (nach anderen Angaben 3000)           |
| 8.–9. August 2014         | 3500 (geplant)                             |
| 7.–9. August 2015         |                                            |
| 5.–7. August 2016         | 6000 (nach anderen Angaben 7000 oder 8000) |
| 4.–6. August 2017         | 10000 (geplant)                            |
| 2.–4. August 2018         | 12000                                      |
| 1.–4. August 2019         | 15000                                      |
| 30. Juli – 2. August 2020 | 0                                          |
| 5.–8. August 2021         | 0                                          |
| 4.–7. August 2022         | 20000                                      |
| 3.–6. August 2023         | 15000                                      |
| 1.–4. August 2024         | 13000                                      |